# Seznam duhovnikov Župnije Pišece
Seznam duhovnikov Župnije Pišece.

## Župniki
| #   | Ime                    | Začetek delovanja  | Konec delovanja              | Opombe |
| --- | ---------------------- | ------------------ | ---------------------------- | --- |
| 1.  | Joannes Kogstelic      | 1657               | 1668                         | vikar |
| 2.  | Mihael Gulina          | 1673 ali 1675      | 1693                         | |
| 3.  | Martin Peterkovič      | 1693               | 1707                         | |
| 4.  | Andrej Dusheh          | 1707               | 1712                         | |
| 5.  | Mihael Andrejčič       | 1712               | 1729                         | |
|     | Nikolaj Tinihaep       | 1716               | 1720                         | župnik v pokoju |
| 6.  | Jakob Hoster           | 1739               | 1732                         | |
| 7.  | Ferdinand Hiersch      | 1732               | maj 1743                     | |
| 8.  | Mihael Maruth          | 1743               | september 1747               | |
| 9.  | Engelbert Bolensberg   | maj 1747           | september 1747               | pater |
| 10. | Wolfgang Gogala        | september 1747     | april 1751                   | |
| 11. | Franc Dragolič         | 1751               | april 1752                   | |
| 12. | Nikolaj Gruden         | maj 1752           | maj 1757                     | |
| 13. | Franc de Paula Juvanič | junij 1757         | december 1758                | |
| 14. | Janez Mohorič          | 1759               | april 1768                   | |
| 15. | Primož Jerič           | 1768               | 1783                         | |
| 16. | Mihael Kaučič          | april 1783         | marec 1791                   | |
| 17. | Andok Harmann          | oktober 1791       | oktober 1797                 | |
| 18. | Pavel Kočeer           | oktober 1797       | maj 1806                     | |
| 19. | Jožef Pelc             | 1807               | julij 1819                   | |
| 20. | Janez Semič            | 1820               | oktober 1832                 | |
| 21. | Janez Gorišek          | april 1833         | april 1843                   | |
| 22. | Janez Hojnik           | avgust 1843        | julij 1844                   | |
| 23. | Anton Sotelšek         | december 1844      | junij 1855                   | |
| 24. | Franc Kežman           | 24. junij 1855     | 1. marec 1864                | |
| 25. | Ferdinand Ramor        | 4. avgust 1864     | 28. februar 1878             | |
| 26. | Simon Černoša          | 1. avgust 1878     | 24. avgust 1890              | |
| 27. | Jožef Pohl             | 12. oktober 1890   | 1. maj 1906                  | |
| 28. | Anton Srabočan         | 1. julij 1906      | 28. februar 1922             | |
| 29. | Franc Toplak           | 1. maj 1924        | 22. september 1937           | |
| 30. | Janez Kodrič           | 22. september 1937 | 9. avgust 1942               | župnijski upravitelj; kot Božji služabnik trenutno v postopku za priznanje svetništva v sklopu slovenskih mučencev 20. stoletja |
| 31. | Štefan Čakš            | 8. junij 1946      | 1. avgust 1972               | |
| 32. | Branko Zemljak         | 1. avgust 1972     | 1. avgust 1977               | |
| 33. | Viljem Celec           | 1. avgust 1977     | 15. julij 1986               | |
| 34. | Franc Ornik            | 1986               | 1. avgust 2000               | dal prenoviti vse podružnične cerkve, bil eden izmed protagonistov obnove Pleteršnikove domačije v Pišecah |
| 35. | Anton Kolar            | 1. avgust 2000     | 25. marec 2011               | dal prenoviti notranjščino župnišča, zgraditi novo škarpo izza župnijske cerkve in župnišča, v župnijski cerkvi dal narediti nove klopi; župniku občasno pomagal tudi tedaj nerezidencialni duhovnik Silvester Molan, kasnejši član Binkoštne cerkve                                   |
| 36. | Jože Turk              | 7. april 2011      | 7. december 2012             | v njegovem času so bile ukinjene nedeljske svete maše pri podružnični cerkvi sv. Barbare, Blatno |
| 37. | Franc Rataj            | 7. december 2012   | 1. avgust 2015               | župnijski upravitelj, lazarist, stanujoč v Dobovi; župnija dobila svojo spletno stran; od 2016–2018 dekan Dekanije Videm ob Savi; od leta 2018 vizitator (provincial) Slovenske province Misijonske družbe; duhovniško posvečenje mu je 29. junija 1975 v Rimu podelil papež Pavel VI. |
| 38. | Janez Kozinc           | 1. avgust 2015     | 1. avgust 2018               | uvedel vsakoletne oratorije, dal prenoviti pročeljno fasado župnijske cerkve ter orgle v cerkvi, od 2019 koordinator (vodja) propedevtičnega letnika za slovenske kandidate za duhovništvo v Šmarju pri Jelšah; leta 2025 imenovan za škofa Škofije Murska Sobota                      |
| 39. | Gregor Majcen          | 1. avgust 2018     | 1. avgust 2021               | župnijski upravitelj, hkrati kaplan Župnije Brestanica; leta 2020 je bila v potresu močno poškodovna podružnična cerkev sv. Jakoba, Mali Vrh |
| 40. | Jože Špes              | 1. avgust 2021     | 1. avgust 2022               | župnik Župnije Brestanica, župnik souravitelj v Pišecah, stanujoč v Brestanici; de facto župnijski upravitelj Gregor Majcen, de iure kaplan v Brestanici in Pišecah, stanujoč v Pišecah                                                                                                |
| 41. | Vlado Leskovar         | 1. avgust 2022     | 1. avgust 2023               | župnik Župnije Bizeljsko, župnik soupravitelj v Kapelah pri Brežicah in Pišecah, stanujoč na Bizeljskem; Župnija Pišece prvič v zgodovini brez lastnega župnika; župniku občasno pomagal tudi slovenski grškokatoliški duhovnik Gorazd Bastašić, delujoč v Zagrebu                     |
| 42. | Ivan Šumljak           | 1. avgust 2023     | trenutni župnik soupravitelj | župnik Župnije Brežice, od 1. avgusta 2023 tudi župnik soupravitelj v Artičah, Sromljah in Pišecah, stanujoč v Brežicah; župniku pomaga tudi brežiški duhovni pomočnik Peter Marčun; leta 2025 je bila podrta cerkev sv. Jakoba, Mali Vrh                                              |

### Galerija
- Janez Kodrič (1937–1942)
- Štefan Čakš (1946–1972)
- Franc Ornik (1986–2000)
- Anton Kolar (2000–2011)
- Franc Rataj (2012–2015)
- Ivan Šumljak (2023–danes)

## Duhovniki, ki so izšli iz Župnije Pišece
| Ime              | Rojen, umrl                                                         | Posvečen                                                           | Opombe |
| ---------------- | ------------------------------------------------------------------- | ------------------------------------------------------------------ | --- |
| Janez Sevnik     | 3. junij 1785, Pišece 6. julij 1830, Kostrivnica                    | 22. september 1809                                                 | - kaplan v Župniji Slovenske Konjice - župnik v Župniji Kostrivnica |
| Marko Geršak     | 12. oktober 1795 13. januar 1873, Brežice                           |                                                                    | |
| Martin Veble     | 16. oktober 1799 23. avgust 1873, Kapele                            |                                                                    | |
| Martin Sevnik    | 16. maj 1813 5. avgust 1892, Bistrica ob Sotli                      | 31. julij 1836, Stolnica sv. Andreja, Šentandraž v Labotski dolini | - kaplan v Župniji Slovenske Konjice - župnik v Župniji Sv. Peter pod Svetimi gorami |
| Oton Trabant     | 12. julij 1816, Pišece 15. marec 1854, Suunt, Južni Sudan           | 30. julij 1843                                                     | - kaplan v Župniji Rogatec - kaplan v Župniji Videm ob Savi (1845–1851) - misijonar in sodelavec Ignacija Knobleharja v Južnem Sudanu (23. julij 1851 – 15. marec 1854) |
| Franc Kene       | 30. julij 1823 9. maj 1895, Sladka Gora                             | 26. julij 1852, Stolnica sv. Andreja, Šentandraž v Labotski dolini | - župnik v Župniji Sladka Gora (1. oktober 1871 – 9. maj 1895) |
| Anton Podvinski  | 13. februar 1867, Blatno 15. september 1956, Brežice                | 25. julij 1892                                                     | - kaplan v Župniji Sevnica - kaplan v Župniji Sv. Rupert nad Laškim - kaplan v Župniji Ptujska Gora - kaplan v Župniji Slivnica pri Mariboru - kaplan v Župniji Ptuj - Sv. Jurij - župnik v Župniji Remšnik - župnik v Župniji Zavrč - dekan Dekanije Zavrč - duhovni pomočnik v Župniji Šenčur |
| Martin Agrež     | 1. november 1870 20. februar 1935, Gotovlje                         | 25. julij 1898                                                     | |
| Anton Stergar    | 3. februar 1879, Mali Vrh 13. marec 1954, Maribor                   | 25. julij 1901                                                     | - kaplan v Župniji Stari trg pri Slovenj Gradcu - kaplan v Župniji Laško - kaplan in župnik v Župniji Maribor - Sv. Magdalena - dekan Dekanije Maribor |
| Mihael Umek      | 29. september 1886, Piršenbreg 11. september 1966, Maribor          | 27. julij 1910                                                     | - kaplan v Župniji Vuzenica - vojaški kurat v mariborski vojaški bolnišnici - dvorni kaplan in škofijski tajnik - župnik v Župniji Maribor - Sv. Janez Krstnik - dekan Dekanije Maribor |
| Franc Petančič   | 5. september 1908, Podgorje pri Pišecah 16. december 1968, Poljčane | 8. julij 1934                                                      | |
| Davorin Petančič | 4. november 1910, Podgorje pri Pišecah 1983, Reka, Hrvaška          |                                                                    | - kaplan v Župniji Koprivnica - srednješolski profesor - pisatelj - gledališki organizator |
| Zvone Podvinski  | 6. april 1956, Brežice                                              | 27. junij 1982, Cerkev Marijinega rojstva, Svete gore              | - kaplan v Župniji Slovenska Bistrica - kaplan v Župniji Trbovlje - Sv. Martin - župnik v Župniji Lovrenc na Pohorju - duhovnik Slovenske katoliške misije na Švedskem |
| Branko Umek      | 1973, Brežice                                                       | 29. junij 1999, Stolnica sv. Janeza Krstnika, Maribor              | - diakon v Župniji Vransko - kaplan v Nadžupniji Hoče - župnik v Župniji Črešnjevec - duhovni pomočnik v Nadžupniji Hoče - direktor Založbe VOX - direktor Slomškove družbe - honorarni novinar in redaktor na TV Slovenija – Redakcija verskega programa - duhovnik v Slovenskem pastoralnem centru na Dunaju in rektor cerkve Srca Jezusovega na Dunaju, Avstrija - župnik v Župniji Uster, Švica - župnik v Župniji Regensdorf, Švica |